# Monte Monega
Il monte Monega (1.882 m s.l.m.) è una montagna delle Alpi Liguri (sottosezione Alpi del Marguareis).

## Descrizione

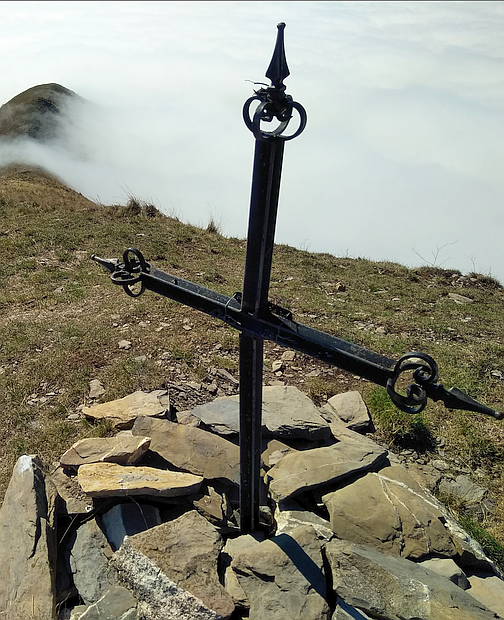
Croce di vetta

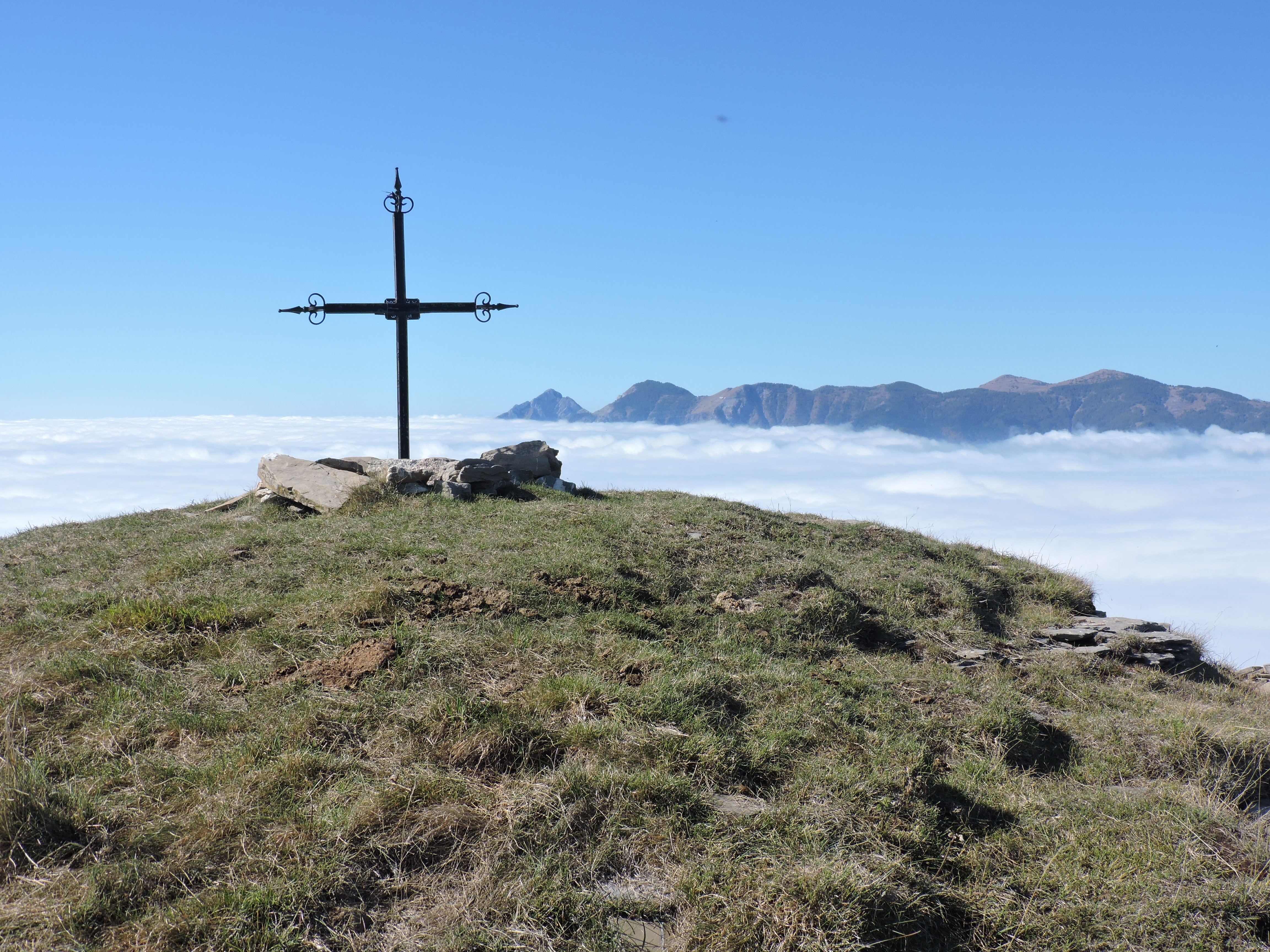
La vetta sopra al mare di nubi

Il monte Monega si trova alla convergenza di tre vallate: la Valle Argentina (a ovest), la breve vallata della Giara di Rezzo (sud-est) e il solco principale della valle Arroscia (nord-est). Verso sud il crinale Arroscia/Giara di Rezzo presenta una serie di elevazioni secondarie e si abbassa al Passo della Mezzaluna risalendo poi al Carmo di Brocchi. In direzione est dal monte Monega nasce la costiera divisoria tra Giara di Rezzo e Valle Argentina, che dopo il Passo di Pian del Latte si dirige verso il Monte Prearba. A nord-ovest invece lo spartiacque Arroscia/Argentina raggiunge con alcune ondulazioni il Colle del Garezzo e risale quindi verso il Monte Frontè. Amministrativamente il monte Monega appartiene alla provincia di Imperia e rappresenta il punto di unione tra i territori comunali di Montegrosso Pian Latte, Rezzo e Molini di Triora. Sulla cima sorge una croce di vetta metallica.

## Storia
La zona fu quasi del tutto disboscata in passato per allargare i pascoli sfruttati dalle margherie della zona. La parte alta della montagna è tuttora utilizzata per il pascolo ed è caratterizzata da un buon livello di biodiversità.

## Accesso alla cima
Il monte Monega può essere raggiunto per sentieri e strade forestali dal Colle del Garezzo (a nord-ovest della montagna) o dal Passo della Teglia (a sud-est). La montagna è anche una meta dell'escursionismo invernale con le racchette da neve

## Tutela naturalistica
I versanti della montagna tributari dell'Arroscia e della Giara di Rezzo fanno parte del Parco naturale regionale delle Alpi Liguri.